# Jalpan, Querétaro Arteaga
Jalpan är en kommunhuvudort i Mexiko.   Den ligger i kommunen Jalpan de Serra och delstaten Querétaro Arteaga, i den centrala delen av landet, 200 km norr om huvudstaden Mexico City. Jalpan ligger 744 meter över havet och antalet invånare är 9 291.
Terrängen runt Jalpan är huvudsakligen kuperad, men åt nordväst är den bergig. Jalpan ligger nere i en dal. Runt Jalpan är det ganska glesbefolkat, med 23 invånare per kvadratkilometer. Närmaste större samhälle är Landa de Matamoros, 16,1 km öster om Jalpan. I omgivningarna runt Jalpan växer huvudsakligen savannskog.